# Jorge de Montemayor
Jorge de Montemayor, portugál nyelven: Jorge de Montemor (Montemor-o-Velho, 1520 körül – Torino, 1561. február 26.) portugál származású spanyol nyelvű költő, író, a Diana című spanyol nyelvű pásztorregény szerzője.

## Életútja, munkái
A hasonló nevű Montemor-o-Velho portugál községben született. Coimbrában iskolatársa volt Luís de Camões portugál költőnek. Udvari zenész volt, katonai szolgálatban is állt, sokat utazott külföldön. Mint udvari zenész (énekes) elkísérte Lisszabonba Johanna spanyol infánsnőt, aki János Mánuel portugál trónörökössel kötött házasságot. Lisszabonból 1554-ben tért vissza Spanyolországba. Később Torinóba került, ahol valamilyen felekezeti vagy szerelmi nézeteltérés miatt párbajban életét vesztette.
Legfontosabb munkája a Los siete libros de la Diana (Diana hét könyve), melyet először 1559-ben nyomtattak ki Valenciában és Milánóban, majd több nyelvre lefordítottak. Ez a spanyol nyelvű irodalom első és legismertebb pásztorregénye, versbetétekkel élénkítve. Irodalmi modellje az olasz Jacopo Sannazaro 16. század eleji Arcadiaja volt. A központi történet – Diana és a pásztor Serena szerelme, Diana kényszerházassága – előadásában Montemayor jóval több tehetséget és költői beleérzést mutatott, mint elődje. Feltételezik, hogy a pásztor Sereno alakját önmagáról mintázta. A megígért második résszel váratlan halála miatt adós maradt. E regényen kívül írt költeményeket is, három vallásos kis darabot (autot) és lefordította spanyolra Ausiàs March költeményeit (Cants d'amor, 1562).
Jacopo Sannazaro Arcadiajának és a pásztorregény műfajának alapja az antik eredetű hit a boldog aranykorban, a vágyódás az egyszerű pásztorok képzelt ősi világába. „Jorge de Montemayor új irányba, szélesebb lehetőségek felé terelte a pásztorregényt Dianájával: pásztorai már nem Arkádiában élnek, hanem Spanyolországban, a pásztori elemek lovagi-heroikus elemekkel keverednek.” Montemayor regényét követte Angliában Philip Sidney Arcadiaja, majd a francia Honoré d’Urfé híres L’Astrée című pásztorregénye, és ezek egyre inkább eltávolodtak a pásztori idillikus világtól.